# Münichreith-Laimbach
Münichreith-Laimbach là một thị xã thuộc huyện Melk trong bang Niederösterreich.